# Szarajevói támadás a Jugoszláv Néphadsereg konvoja ellen
A szarajevói támadás a Jugoszláv Néphadsereg konvoja ellen, a Dobrovoljačka utcában 1992. május 3-án történt, amikor a bosnyák hadsereg (ARBiH) tagjai megtámadták a Jugoszláv Néphadsereg (JNA) csapatainak konvoját, amely a kivonulási megállapodás értelmében éppen elhagyta volna Szarajevó városát. A támadást a bosnyák hadsereg (ARBiH), a Bosznia-Hercegovinai Területvédelmi Erők, a Hazafias Szövetség, a Zöldsapkások, valamint a bosznia-hercegovinai MUP különleges rendőri egységek hajtották végre. A támadás vélhetően a Bosznia-Hercegovinai Köztársaság elnöke, Alija Izetbegović elrablása megtorlásaként történt, akit előző nap a szarajevói repülőtéren vett őrizetbe a jugoszláv hadsereg. Az indíték az volt, hogy az itt elfogott katonákat kicseréljék Alija Izetbegović elnökre.

## Előzmények
A Bosznia-Hercegovina Köztársaság 1992. március 1-jei függetlenségi népszavazása és függetlenségének kikiáltása után nyílt konfliktusok alakultak ki a Bosznia-Hercegovina Területvédelmi egységei, a Bosznia-Hercegovinai Köztársaság hadserege, valamint a Hazafias Liga és a Zöldsapkások félkatonai alakulatai, valamint a JNA Szarajevóban állomásozó egységei között. A szerb erők a várost már április közepén részlegesen lezárták, és a környező hegyekben, valamint egyes utakon foglaltak állást. Bosznia-Hercegovina területvédelmi egységei (TO BiH) akkoriban hat JNA-laktanyát blokkoltak. Több kisebb fegyveres incidens után május 2-án hajnali 3 óra 30 perckor megkezdődött a város bombázása, amely öt óráig tartott. Bosznia-Hercegovina elnökségének épülete, a városközpont, az Óváros és Novo Szarajevó önkormányzati épületei voltak a célpontok, ami az azt követő támadás tüzérségi előkészítése volt. Megsérült a Szakszervezetek Háza, a Közgyűlés épületei és a Humon lévő televíziós átjátszó állomás. Aznap délelőtt a folyóparti főpostahivatalban is támadást hajtottak végre, ami meggyengítette a kommunikációt Szarajevóban a TO Bosznia-Hercegovina egységei és a főhadiszállás között. A tüzérségi támadást követően a szerb erők három irányból támadtak Szarajevó ellen: Lukavica, Nedžarić, Trebević irányából harckocsik, páncélozott szállítókocsik és gyalogsági fegyverek felhasználásával. Összecsapások zajlottak a JNA szarajevói parancsnoki épülete körül, és a Skenderija villamosmegálló közelében JNA-katonák egy csoportját két páncélozott szállító harcjárművel megtámadták, és megsemmisítették. Ezekben az összecsapásokban 5–14 JNA-katona, hat civil és az ARBiH 16 tagja esett el.

## A konfliktus lefolyása

### Megelőző események
Ugyanezen a napon (május 2-án) a Bosznia-Hercegovinai Köztársaság elnökségének elnöke, Alija Izetbegović és Zlatko Lagumdžija állami delegációval tért vissza a Bosznia-Hercegovinai Köztársaság jövőjéről szóló lisszaboni nemzetközi konferenciáról. A szarajevói butmiri repülőtér ekkor a JNA irányítása alatt állt, és kétségek merültek fel azzal kapcsolatban, hogy a visszaúton Zágrábban vagy Splitben szálljon-e le. Leszállás után a JNA katonái Alija Izetbegovićot és a küldöttség többi tagját a repülőtér épületébe hurcolták, ahol a 4. JNA hadtest parancsnoka, Vojislav Đurđevac fogadta őket. Azzal az ürüggyel, hogy a JNA visszatartja a delegációt a városban kialakult kaotikus helyzet miatt, a delegációt a lukavicai laktanyába vitték. A további tárgyalásokon Izetbegović telefonon, újságírók és a szarajevói televízió közvetítésével Ejup Ganićot jelölte ki helyettesének, és megállapodott a május 3-án 9:30-ig tartó tűzszünetben és a JNA egységei mozgásának engedélyezésében, hogy visszavonuljanak Szarajevó központjából a lukavicai laktanyába. Lewis MacKenzie kanadai vezérőrnagy, az UNPROFOR egységek parancsnoka is részt vesz a tárgyalásokon. Kukanjac tábornok azonban ragaszkodott ahhoz, hogy Izetbegović és UNPROFOR a bistriki laktanyába menjenek át, ahonnan együtt távozzanak, majd Izetbegović egy megbeszélt helyen hagyja el a menetoszlopot.
10 óra 45 perc körül Izetbegović és a delegáció többi tagja UNPROFOR-os páncélozott járművekkel elindult Szarajevóba, hogy majd a bistriki laktanyába érkezve, egy JNA-járműoszlopban és két fehér UNPROFOR-os szállítójármű kíséretében a Dobrovoljačka utcán haladnak Skenderija irányába, ahol a tervek szerint a delegáció elhagyta volna az oszlopot. Délután 1 óra körül Mackenzie parancsnok révén megállapodás született a szarajevói JNA-csapatok parancsnokával, Kukanjec tábornokkal. Közben bosnyák részről Ejup Ganić tárgyalásokat folytatott az elnök és lánya szabadon bocsátásáról, cserébe Kukanjec tábornok katonáinak a városon való biztonságos átkeléséért. Abban azonban nem egyeztek meg, hogy a katonai konvoj katonákkal és katonai felszerelésekkel együtt hagyja el a laktanyát. Délután Alija Izetbegović, lánya, Sabina és Zlatko Lagumdžija a lukavicai laktanyából, ahol az éjszakát töltötték, az UNPROFOR katonai szállítóeszközein Lewis MacKenzie tábornokkal együtt megérkeztek a 2. hadsereg körzetének parancsnokságára. A laktanyába érkezéskor elrendelték, hogy a teherautókba rakják be a felszerelést és a dokumentációt, és a JNA-ban szolgálatot teljesítő katonák, valamint civilek készüljenek fel a kiürítésre. A kiürítés célja a megmaradt JNA erők evakuálása volt Szarajevóból, hogy majd összekapcsolódjanak a várost ostromló erőkkel. Délután 17 óra 30 perc körül a 38 járműből álló hadifelszerelésű, többségében teherautókból álló oszlop egy fehér UNPROFOR terepjáró vezetésével lassan Skenderija felé haladva elhagyta az Április 6. teret.

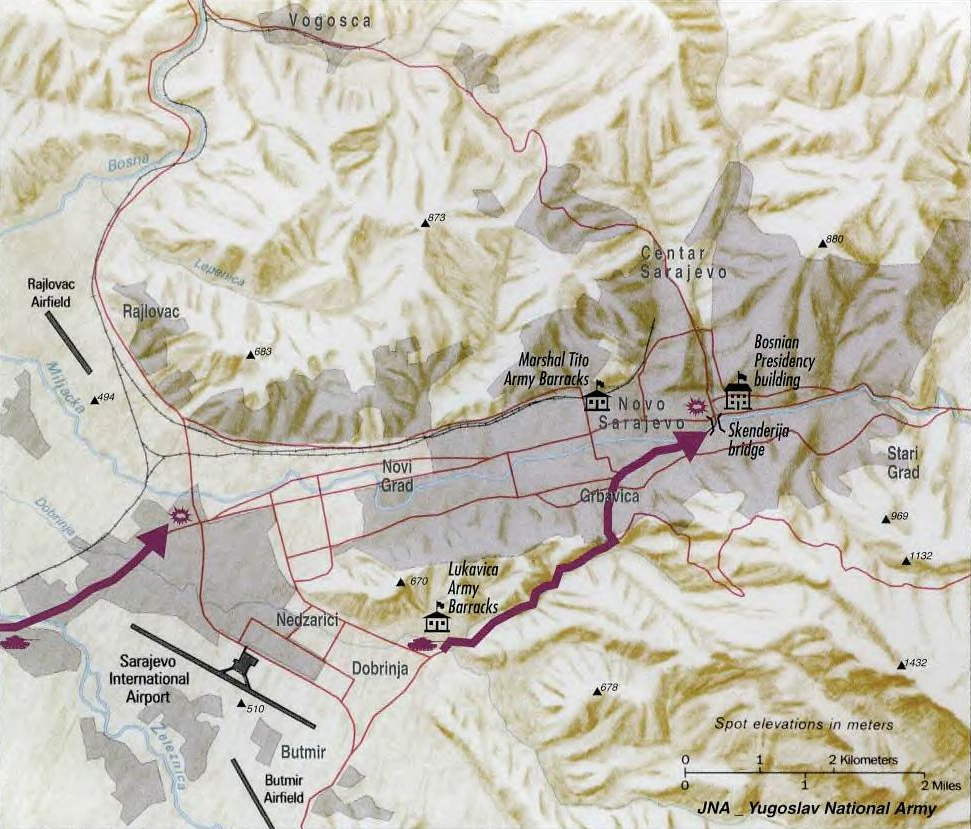
A konvoj elleni támadás térképe

Az oszlop élén egy kis terepjáró haladt, amelyben Lewis MacKenzie tábornok és Lagumdžija tartózkodott, hátul pedig egy páncélozott szállító harcjármű volt, amelyben Alija Izetbegović és Kukanjac JNA tábornok ültek. A 38 járműből és 261 főből álló oszlop elejét az 55-57. szám alatt megállították, majd Jovan Divjak ARBiH parancsnok és Izetbegović rövid beszélgetése után az oszlop folytatta útját, hogy a delegáció hamarosan elhagyja az oszlopot, és visszatérjen az elnökség épületébe. Itt a TO BiH tagjai körülbelül 15 teherautót lekapcsoltak a menetoszlopról, bennük egy vagy két katonával. A Dobrovoljačka utca (ma Hamdije Kreševljakovića) a bosznia-hercegovinai elnökség épületétől nem messze, Miljacka közelében található. A Miljacka jobb partját a bosznia-hercegovinai területvédelmi erők, száz méterrel lefelé a boszniai szerbek erői ellenőrizték. Az UNPROFOR szállító járművét, amelyben Alija Izetbegović elnök tartózkodott, ezen a helyen kellett volna leválasztani az oszlopról.

### A támadás
Divjak és Izetbegović rövid beszélgetése után alig 200-300 métert tettek meg, amikor a bosnyák fegyveres erők megtámadták a konvojt. A támadást vélhetően megtorlásnak szánták Izetbegović letartóztatásáért. A támadás úgy kezdődött, hogy egy autó belehajtott a konvojba, mellyel a konvojt szétválasztották. Ezután néhány percig a konvojban és környékén szórványos és szervezetlen lövöldözés zajlott. Az incidensben a különböző és ellentmondó források szerint legkevesebb 6, maximum 42 katona vesztette életét. Milutin Kukanjac tábornok, a szarajevói JNA parancsnoka szerint a Dobrovoljačka utcában 4 tiszt, egy katona és egy civil vesztette életét a támadásban. Lewis MacKenzie tábornok, az ENSZ szarajevói békefenntartóinak parancsnoka, aki ugyancsak a konvojban volt, így írta le a látottakat: „Láttam, ahogy a területvédelmi katonák a konvoj részét képező civilek autóinak ablakain keresztül dugták ki a puskákat, és lőttek. […] Láttam, hogy vér folyik le a szélvédőkön. Határozottan ez volt életem legrosszabb napja.”  A „Jugoszlávia halála” című dokumentumfilmben Lewis MacKenzie leírta, hogyan szakadt ketté a konvoj: „Azt hiszem, egy vörös Volkswaggen érkezett, áthajtott a kereszteződésen, és elzárva [az utat] kettéosztotta a konvojt." Jovan Divijak tábornok, a szarajevói ARBiH parancsnoka megpróbálta megállítani a lövöldözést és megnyugtatni a feleket.

## Utóhatása
A szerb ügyészség az ügyben nyomozást indított, amely Bosznia-Hercegovinában és Szerbiában is vitákat kavart. Az államelnökség két tagja, Haris Silajdžić és Željko Komšić azt állította, hogy Szerbia lépése megsértette a római megállapodást. Az elnökség tagjai részt vettek egy megbeszélésen Bosznia háborús elnökségének tagjaival, Tatjana Ljujić-Mijatovićtyal, Ivo Komšićtyal, Miro Lazovićtyal és Ejup Ganićtyal, és arra a következtetésre jutottak, hogy Szerbia megszegte az 1996-os római megállapodást, mert nem kérte ki az a Nemzetközi Törvényszék ICTY véleményét, mielőtt fellépett, és „ezért megsértette a nemzetközi jogi rendelkezéseket”.
Egy belgrádi bíróság elfogatóparancsot adott ki 19 volt boszniai kormánytisztviselő ellen. Ejup Ganić, a boszniai háborús elnökség egykori tagja, aki a támadásért keresett személyek között volt, visszautasította a vádakat, jelezve, hogy a JNA oszlopa elleni támadás oka Izetbegović elrablói elleni támadás volt, mivel korábban őt a boszniai szerb erők elfogták. Ganićot letartóztatták Londonban, de gyorsan szabadon engedték, mivel Timothy Workman bíró kimondta, hogy a JNA ellenséges hadseregnek minősült, amely háborúban állt Bosznia-Hercegovinával, és így az akció idején legitim célpont volt. 2003-ban a Nemzetközi Igazságügyi Törvényszék elutasította az ügyet, kijelentve, hogy az ArBiH tettei nem minősülnek jogsértésnek.
2011. március 3-án Jovan Divjakot a Szerbia hatóságai által kiadott elfogatóparancs miatt Bécsben tartóztatták le. Ausztria azonban közölte, hogy nem adja ki Belgrádnak. 2003-ban az ICTY azt is kimondta, hogy nincs ok a Divjak elleni büntetőeljárásra. 2012-ben a Bosznia-Hercegovinai Ügyészség is így tett.

## Fordítás
- Ez a szócikk részben vagy egészben  a(z)   1992 Yugoslav People's Army column incident in Sarajevo című angol Wikipédia-szócikk ezen változatának fordításán alapul.  Az eredeti cikk szerkesztőit annak laptörténete sorolja fel. Ez a jelzés csupán a megfogalmazás eredetét és a szerzői jogokat jelzi, nem szolgál a cikkben szereplő információk forrásmegjelöléseként.
- Ez a szócikk részben vagy egészben  az   Incident u Dobrovoljačkoj 1992. című bosnyák Wikipédia-szócikk ezen változatának fordításán alapul.  Az eredeti cikk szerkesztőit annak laptörténete sorolja fel. Ez a jelzés csupán a megfogalmazás eredetét és a szerzői jogokat jelzi, nem szolgál a cikkben szereplő információk forrásmegjelöléseként.